# Wuxia
För andra betydelser, se Wuxia (olika betydelser).
Wuxia (武侠, ungefär "beväpnad hjälte") är en kinesisk litterär genre, med hundraåriga traditioner. Berättelserna kretsar vanligen runt en kringströvande svärdsman med goda färdigheter i stridskonst och dennes kamp för det goda i en värld fylld av ondska och våld. Äldre berättelser liknar hjältesagor medan modernare ofta har drag av fantasy. Ett av de klassiska verken i genren är 1300-talsromanen Berättelser från träskmarkerna.
Som mest framstående wuxiaförfattare i modern tid brukar man räkna Jin Yong (Louis Cha) och Gulong. Exempel på moderna filmer som knyter an till wuxiatraditionen är Crouching Tiger Hidden Dragon (byggd på romaner av Wang Dulu) och Hero.